# Филип III (Насау-Вайлбург)
Вижте пояснителната страница за други личности с името Филип III.
Филип III фон Насау-Вайлбург (на немски: Philipp III von Nassau-Weilburg; * 20 септември 1504, дворец Нойвайлнау, Вайлрод; † 4 октомври 1559, Вайлбург) е граф на Насау-Вайлбург (1523 – 1559). Той въвежда реформацията, основава гимназията „Филипинум“ във Вайлбург през 1540 г. и започва строежа на днешния дворец Вайлбург (1533 – 1549).

## Живот
Той е син на граф Лудвиг I фон Насау-Вайлбург (1466 – 1523) и съпругата му графиня Мария Маргарета фон Насау-Висбаден (1487 – 1548), дъщеря на граф Адолф III фон Насау-Висбаден-Идщайн и Маргарета фон Ханау-Лихтенберг. Сестра му Анна фон Насау-Вайлбург (1505 – 1564) е омъжена за граф Йохан III фон Насау-Байлщайн (1495 – 1561).
След смъртта на баща му Филип III поема на 19 години управлението.
Филип умира на 55 години във Вайлбург и е погребан в дворцовата църква. Той оставя много задължено финансово частично графство.
Неговите синове управляват заедно до 1561 г. частичното Графство Вайлбург и след това си го разделят.

## Фамилия
Филип III се жени три пъти.
Първи брак: сгоден на 2 декември 1523 г., женен на 2 март 1524 г. за Елизабет фон Сайн (* ок. 1505; † 5 февруари 1531), дъщеря на граф Герхард III фон Сайн и Йохана фон Вид. Техните четири деца умират малки:
- Лудвиг фон Насау (* ок. декември 1524, умира млад)
- Филип фон Насау (* ок. 1526, умира млад)
- две дъщери (умират млади)

Втори брак: сл. 23 септември 1536 г. за Анна фон Мансфелд-Хинтерорт (* ок. 1520; † 26 декември 1537), дъщеря на граф Албрехт VII фон Мансфелд и Анна фон Хонщайн-Клетенберг. Бракът е осъществен чрез ландграф Филип I фон Хесен. Тя умира при раждане. Те имат децата:
- две деца
- Албрехт (* 26 декември 1537; † 11 ноември 1593), граф на Насау-Вайлбург-Отвайлер, женен на 16 юни 1559 г. за Анна фон Насау-Диленбург (1541 – 1616)

Трети брак: на 17 август 1541 г. в Бюдинген за Амалия фон Изенбург-Бюдинген (* 23 юни 1522; † 18 май 1579), дъщеря на Йохан V фон Изенбург-Бюдинген-Бирщайн и Анна фон Шварцбург-Бланкенбург. Те имат децата:
- Филип IV (* 14 април 1542; † 12 март 1602), граф на Насау-Вайлбург, от 1574 г. граф на Насау-Саарбрюкен, женен I. на 9 април 1563 г. за Ерика фон Мандершайд-Шлайден (1545 – 1581), II. на 3 октомври 1583 г. в Нойвайлнау за Елизабет фон Насау-Диленбург (1564 – 1611)
- Отилия (* 27 юли 1546; † ок. 1610 във Вайлбург), омъжена на 23 юни 1567 г. във Вайлбург за вилд-и Рейнграф Ото I фон Залм-Кирбург-Мьорхинген (1538 – 1607)
- Анна Амалия (* 26 юли 1549; † 7 януари 1598), омъжена 1588 г. за вилд-и рейнграф Фридрих фон Залм-Нойфвил (1547 – 1608)